# 피시 (가수)
데렉 윌리엄 딕(Derek William Dick, 1958년 4월 25일 ~ )은 피시(Fish)라는 이름으로 알려진 스코틀랜드의 싱어송라이터이다. 그는 네오 프로그 밴드 마릴리온의 초기 보컬로 유명하며 솔로 활동시절에는 팝 음악과 포크적인 면도 받아들였다.

## 어린 시절
데렉 윌리엄 딕은 1958년 에든버러에서 태어나 댈키스에서 자랐다. 그는 1960년대 말, 1970년대 초의 록 뮤지션들 예를 들어 제네시스, 핑크 플로이드, 무디 블루스, 킹크스, 티렉스, 데이비드 보위, 아젠트와 알렉스 하비 밴드 등을 들었다. 그는 또 조니 미첼을 언급하며 자신의 작사법에 지대한 영향을 주었다고 했다. 데렉이 봤던 첫번째 인상적인 공연은 1974년에 있었던 예스의 에딘버러 공연이었다. 그는 음악 뿐 아니라 책도 열심히 읽었는데 주로 잭 케루악, 트루먼 커포티, 로버트 번스와 딜런 토머스 등이다.
데렉은 주유소 직원, 원예사 등으로 일했고 1977년부터 1980년 사이에는 임업 계통에서 종사했다. 그는 2미터의 거구로 목욕통 안에서 너무 많은 시간을 보내자 친구들이 자기를 물고기라 불렀다는 점에 착안해 이후 별명을 피쉬라 지었다.
피쉬는 1981년 마릴리온에 합류해 단기간에 인기를 얻었다. 1983년의 1집은 데뷔작인데도 앨범 차트 10위 안에 들어갔다. 1985년에는 싱글 Kayleigh와 Lavender를 1987년에는 Incommunicado를 히트시켰다. 그는 1988년 솔로 활동을 위해 밴드를 탈퇴한다.

## 솔로
피쉬의 후기작들 다수는 스포큰 워드를 가사에 포함한다. 초기 마릴리온의 곡에서도 그런 면은 있었으나 더 심화된 것이다. 피쉬는 제네시스 (밴드)의 설립멤버인 토니 뱅크스의 앨범에 보컬로 참여해주었다.
비평가들은 그의 목소리에 대해 로저 돌트리와 피터 가브리엘"을 연상시키지만 그들과는 구분된다고 평가한다. 그의 가사는 산문시에 가깝다는 평가를 받고있다. 피쉬는 가브리엘의 영향을 인정했지만 피쉬의 고유한 스타일을 부정하는 언론에 대해서는 항변했다. 밴 더 그래프 제너레이터의 피터 해밀은 초기 마릴리온의 곡쓰기와 가사전달 측면에서 크게 영향을 주었다.
2007년에 피쉬는 예전 마릴리온 멤버들과 함께 에일즈베리의 동네 장터에서 Market Square Heroes를 함께 불렀다. 결별한지 20여년만에 처음으로 함께 한 공연이었다. 재결성을 기대하는 언론에 대해 피쉬는 호가스를 언급하며 이미 서로 너무 다른 길을 걸어왔다고 답했다.

## 개인사
피쉬는 독일인 모델 타마라 노위와 1987년 결혼했으며 그녀는 Kayleigh와 Lady Nina의 뮤직비디오에 나온다. 그들은 딸 타라 로웨나를 두었고 타라는 스코틀랜드에서 모델로 활동중이다. 2003년 이혼한 뒤 피쉬는 모스틀리 어텀의 보컬 헤더 핀들리와 사귀고 있다.
피쉬는 정치적으로 사회주의적이다. 그는 스코틀랜드 독립운동을 지지하며 영국의 반유럽주의, 런던 중심의 정부에 비판적인 견해를 가지고 있다. 그는 부의 재분배가 필요하다 생각하고 영국 정치는 신선하게 흔들 필요가 있다고 여긴다. 하지만 그는  2014년 스코틀랜드 독립 국민투표에 참여하진 않았으며 그는 스코틀랜드를 떠나 독일로 이주할 생각을 가지고 있었다.
그는 몇몇 영화와 드라마에 단역으로 출연하기도 했다. 에딘버러 축구팀인 하이버니언 FC의 오랜 팬이다. 별명때문인지 해양 과학에 관심이 많다.
피쉬는 2008년 암으로 의심되는 종양으로 활동을 쉬었다.
피쉬는 90년대 내내 레이블들과의 관계가 안좋았다. 1집은 마릴리온의 레이블이던 EMI와 냈는데 EMI가 마릴리온과의 충돌을 피해 프로모션을 열심히 하지 않자 폴리도어로 옮겨 2-3집을 냈지만 역시 만족스럽지 않았다. 그래서 딕 브라더스라는 인디 레이블을 만들어 직접 제작/배급을 시작했다가 회사를 팔고 로드러너와 스나퍼에서 앨범 제작 혹은 배급을 해봤지만 결국 문제가 생겨 2000년대 들어 다시 자신의 인디 레이블 초콜렛 프로그를 세워 다시 직접 제작/배급을 하고 있다. 피쉬가 오랜 활동에도 계속 마이너인 이유중 하나이다.

## 앨범 목록
- 1990: Vigil in a Wilderness of Mirrors (EMI)
- 1991: Internal Exile (Polydor)
- 1993: Songs from the Mirror (covers album) (Polydor)
- 1994: Suits (Dick Bros.)
- 1997: Sunsets on Empire (Dick Bros.)
- 1999: Raingods with Zippos (Roadrunner)
- 2001: Fellini Days (Chocolate Frog)
- 2004: Field of Crows (Chocolate Frog)
- 2007: 13th Star (Chocolate Frog)
- 2013: A Feast of Consequences (Chocolate Frog)